# Тайсон Баррі
Тайсон Баррі (англ. Tyson Barrie; 26 липня 1991, м. Вікторія, Канада) — канадський хокеїст, захисник. Виступає за «Торонто Мейпл Ліфс» у Національній хокейній лізі.
Батько: Лен Баррі.

## Ігрова кар'єра
Вихованець хокейної школи «Хуан де Фука Гріззліз». Виступав за «Келоуна Рокетс» (ЗХЛ) та «Лейк Ері Монстерс» (АХЛ). 
2009 року був обраний на драфті НХЛ під 64-м загальним номером командою «Колорадо Аваланч». У сезоні 2011–12 провів за «лавин» 10 матчів.
18 лютого 2013 Тайсон відзначився першим голом у переможній грі 6–5 проти «Нашвілл Предаторс». 30 березня 2013 він став першим новачком команди, який закинув переможну шайбу в овертаймі проти того ж таки «Нашвілл Предаторс».
У сезоні 2013–14 Баррі провів 64 гри та набрав 38 очок за підсумками регулярної першості.
4 вересня 2014 Тайсон підписав новий дворічний контракт з «Колорадо» на суму $5,2 мільйона доларів. У тому ж сезоні він досягнув 50 очок і став четвертим захисником команди, що набрав 50 очок за сезон після Сандіса Озоліньша, Роба Блейка та Рея Бурка.
У сезоні 2015-16 Тайсон став одним з найрезультативних захисників ліги набравши 49 очок.
31 грудня 2016 Баррі провів 300-у гру в НХЛ в матчі проти «Нью-Йорк Рейнджерс». Загалом цей сезон він завершив з найгіршим показником плюс-мінус разом з партнером по клубу Меттом Дюшене по –34 очка.
У сезоні 2017–18 він встановив новий особистий рекорд результативності 57 очок. 28 жовтня 2017 у матчі проти «Чикаго Блекгокс» набрав 200-е очко. 23 грудня 2017 зазнав травми руки та вибув на п'ять тижнів. 20 лютого 2018 Тайсон набрав п'ять очок в переможній грі 5–4 проти «Ванкувер Канакс». 26 березня в грі проти «Вегас Голден Найтс» провів 400-й матч за «лавин».
1 липня 2019 захисника було продано до НХЛ «Торонто Мейпл-Ліфс».

## На рівні збірних
У складі національної збірної Канади учасник чемпіонату світу 2015. У складі молодіжної збірної Канади учасник чемпіонату світу 2011.

## Нагороди та досягнення
- Чемпіон світу — 2015.
- Срібний призер молодіжного чемпіонату світу — 2011.
- Чемпіон ЗХЛ — 2009.
- Трофей Білла Гантера — 2010.

## Статистика

### Клубні виступи
| Сезон        | Клуб                    | Ліга         | Регулярний сезон | Регулярний сезон | Регулярний сезон | Регулярний сезон | Регулярний сезон | Плей-оф | Плей-оф | Плей-оф | Плей-оф | Плей-оф |
| Сезон        | Клуб                    | Ліга         | І                | Г                | П                | О                | ШХ               | І       | Г       | П       | О       | ШХ      |
| ------------ | ----------------------- | ------------ | ---------------- | ---------------- | ---------------- | ---------------- | ---------------- | ------- | ------- | ------- | ------- | ------- |
| 2006–07      | «Хуан де Фука Гріззліз» | Міджет ААА   | 72               | 43               | 87               | 130              | —                | —       | —       | —       | —       | —       |
| 2006–07      | «Келоуна Рокетс»        | ЗХЛ          | 7                | 0                | 3                | 3                | 2                | —       | —       | —       | —       | —       |
| 2006–07      | «Вікторія Гріззліс»     | БКХЛ         | —                | —                | —                | —                | —                | 3       | 0       | 2       | 2       | 0       |
| 2007–08      | «Келоуна Рокетс»        | ЗХЛ          | 64               | 9                | 34               | 43               | 32               | 7       | 1       | 3       | 4       | 0       |
| 2008–09      | «Келоуна Рокетс»        | ЗХЛ          | 68               | 12               | 40               | 52               | 31               | 22      | 4       | 14      | 18      | 12      |
| 2009–10      | «Келоуна Рокетс»        | ЗХЛ          | 63               | 19               | 53               | 72               | 31               | 12      | 3       | 8       | 11      | 6       |
| 2010–11      | «Келоуна Рокетс»        | ЗХЛ          | 54               | 11               | 47               | 58               | 34               | 10      | 2       | 9       | 11      | 8       |
| 2011–12      | «Лейк Ері Монстерс»     | АХЛ          | 49               | 5                | 27               | 32               | 24               | —       | —       | —       | —       | —       |
| 2011–12      | «Колорадо Аваланч»      | НХЛ          | 10               | 0                | 0                | 0                | 0                | —       | —       | —       | —       | —       |
| 2012–13      | «Лейк Ері Монстерс»     | АХЛ          | 38               | 7                | 22               | 29               | 7                | —       | —       | —       | —       | —       |
| 2012–13      | «Колорадо Аваланч»      | НХЛ          | 32               | 2                | 11               | 13               | 10               | —       | —       | —       | —       | —       |
| 2013–14      | «Колорадо Аваланч»      | НХЛ          | 64               | 13               | 25               | 38               | 20               | 3       | 0       | 2       | 2       | 0       |
| 2013–14      | «Лейк Ері Монстерс»     | АХЛ          | 6                | 0                | 3                | 3                | 0                | —       | —       | —       | —       | —       |
| 2014–15      | «Колорадо Аваланч»      | НХЛ          | 80               | 12               | 41               | 53               | 26               | —       | —       | —       | —       | —       |
| 2015–16      | «Колорадо Аваланч»      | НХЛ          | 78               | 13               | 36               | 49               | 31               | —       | —       | —       | —       | —       |
| 2016–17      | «Колорадо Аваланч»      | НХЛ          | 74               | 7                | 31               | 38               | 18               | —       | —       | —       | —       | —       |
| 2017–18      | «Колорадо Аваланч»      | НХЛ          | 68               | 14               | 43               | 57               | 22               | 6       | 0       | 4       | 4       | 2       |
| 2018–19      | «Колорадо Аваланч»      | НХЛ          | 78               | 14               | 45               | 59               | 36               | 12      | 1       | 7       | 8       | 4       |
| 2019–20      | «Торонто Мейпл-Ліфс»    | НХЛ          | 70               | 5                | 34               | 39               | 16               |         |         |         |         |         |
| Усього в НХЛ | Усього в НХЛ            | Усього в НХЛ | 554              | 80               | 266              | 346              | 179              | 21      | 1       | 13      | 14      | 6       |

### Збірна
| Рік                | Команда            | Турнір             | Місце              | І  | Г | П  | О  | ШХ |
| ------------------ | ------------------ | ------------------ | ------------------ | -- | - | -- | -- | -- |
| 2008               | Канада Пасифік     | U17                | 4-е                | 6  | 1 | 2  | 3  | 2  |
| 2011               | Канада             | МЧС                | 2                  | 7  | 1 | 2  | 3  | 0  |
| 2015               | Канада             | ЧС                 | 1                  | 10 | 1 | 5  | 6  | 0  |
| 2017               | Канада             | ЧС                 | 2                  | 3  | 2 | 5  | 7  | 0  |
| Молодіжна збірна   | Молодіжна збірна   | Молодіжна збірна   | Молодіжна збірна   | 13 | 2 | 4  | 6  | 2  |
| Національна збірна | Національна збірна | Національна збірна | Національна збірна | 13 | 3 | 10 | 13 | 0  |